# 천보 (금)
천보(天輔, 1117년 ~ 1123년 9월)는 금나라 태조(太祖) 완안 민(完顔 旻)의 두번째 연호이다. 6년 9개월 가량 사용하였다. 태조(太祖)가 죽고 나서 태종(太宗)이 천회로 개원할 때까지 사용하였다.

## 개원
- 수국(收國) 2년 12월 1일[1](1117년 1월 5일)에 연호를 천보(天輔)로 정하고, 다음 해 1월 1일[2](1117년 2월 3일)에 개원함.[3][4][5]

- 천보(天輔) 7년 9월 16일[6](1123년 10월 7일)에 연호를 천회(天會)로 개원함.[7][8][5]

## 연대 대조표
| 천보       | 원년           | 2년                 | 3년                 | 4년        | 5년             | 6년        | 7년        |
| 서기(西紀) | 1117년         | 1118년              | 1119년              | 1120년     | 1121년          | 1122년     | 1123년     |
| 간지(干支) | 정유(丁酉)     | 무술(戊戌)          | 기해(己亥)          | 경자(庚子) | 신축(辛丑)      | 임인(壬寅) | 계묘(癸卯) |
| 북송(北宋) | 정화(政和) 7년 | 8년 중화(重和) 원년 | 2년 선화(宣和) 원년 | 2년        | 3년             | 4년        | 5년        |
| 요(遼)     | 천경(天慶) 7년 | 8년                 | 9년                 | 10년       | 보대(保大) 원년 | 2년        | 3년        |

## 동시대 연호

### 중국
송(宋)
- 정화(政和) (1111년 ~ 1118년)
- 중화(重和) (1118년 ~ 1119년)
- 선화(宣和) (1119년 ~ 1125년)

요(遼)
- 천경(天慶) (1111년 ~ 1120년)
- 보대(保大) (1121년 ~ 1125년)

서하(西夏)
- 옹녕(雍寧) (1114년 ~ 1118년)
- 원덕(元德) (1119년 ~ 1127년)

대리국(大理國)
- 문치(文治) (1110년 ~ 1121년)
- 가영(嘉永) (1122년 ~ 1128년)

북요(北遼)
- 건복(建福) (1122년)
- 덕흥(德興) (1122년)
- 신력(神曆) (1123년)

해족(奚族)
- 천복(天復) (1123년)
- 천사(天嗣) (1123년)

기타
- 방랍(方臘) 영락(永樂) (1120년 ~ 1121년)

### 베트남
- 호이뜨엉다이카인(會祥大慶) (1110년 ~ 1119년)
- 티엔푸주에부(天符睿武) (1120년 ~ 1126년)

### 일본
- 에이큐(永久) (1113년 ~ 1118년)
- 겐에이(元永) (1118년 ~ 1120년)
- 호안(保安) (1120년 ~ 1124년)

## 같이 보기
- 다른 왕조의 같은 연호
  - 대리국(大理國) 천보(天輔, 1226년)

- 중국의 연호 목록